# Bière

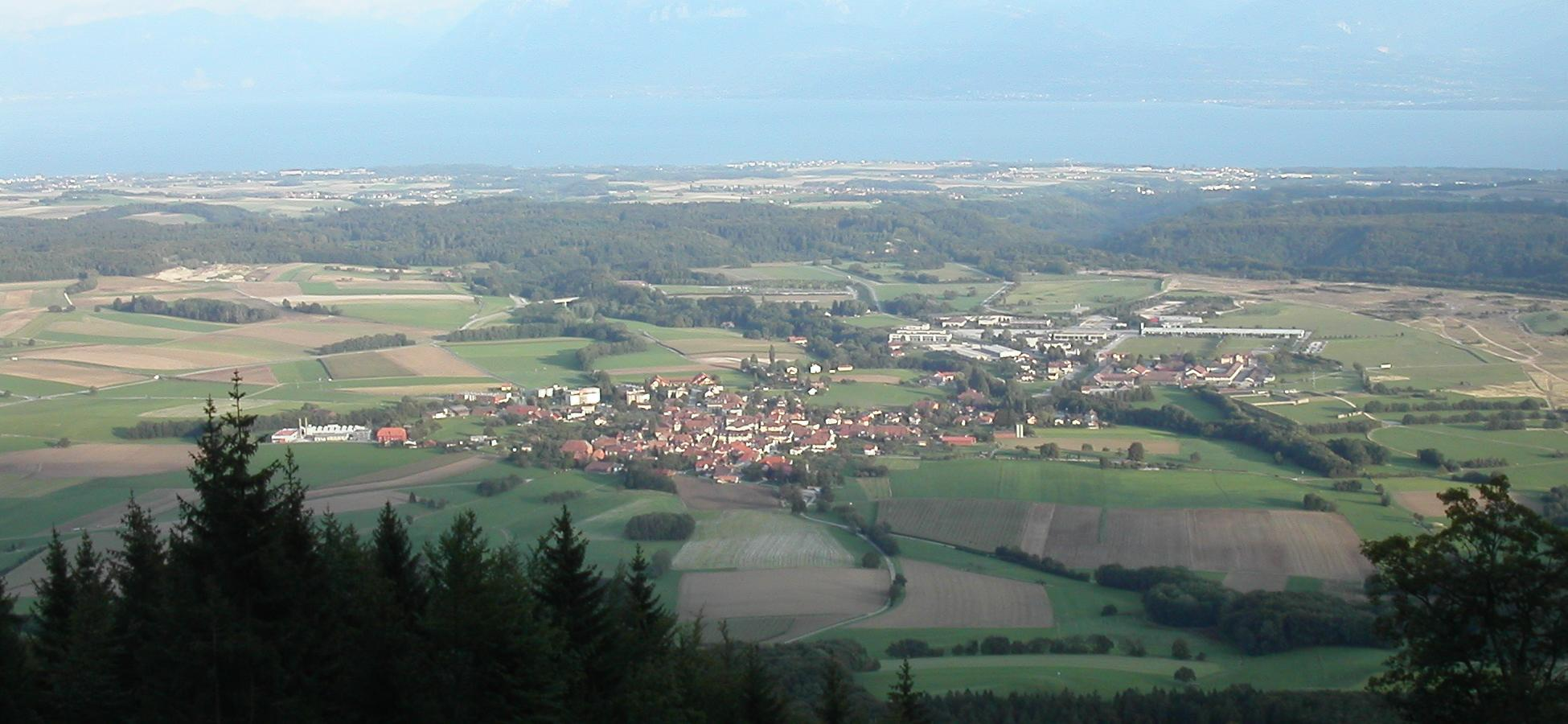
Bière

Bière este un oraș în Elveția.